# Force India VJM10
El Force India VJM10 es un monoplaza de Fórmula 1 diseñado por Sahara Force India F1 Team para competir en la Temporada 2017 de Fórmula 1. La unidad de potencia, el sistema de transmisión de ocho velocidades y el sistema de recuperación de energía son los que usa Mercedes. El coche es conducido por el mexicano Sergio Pérez y el francés Esteban Ocon.

## Presentación
El VJM10 se mostró en un evento en el Circuito de Silverstone por primera vez el 22 de febrero de 2017.
En el mes de marzo Force India presentó un nuevo aspecto visual, cambiando el gris y negro por el rosa, debido a un acuerdo publicitario con la empresa austríaca Best Water Technology.

## Resultados
(Clave) (negrita indica pole position) (cursiva indica vuelta rápida)
| Año  | Motor                                  | Neu. | N.º | Pilotos      | 1   | 3   | 2   | 4   | 5   | 6   | 7   | 8   | 9   | 10  | 11  | 12  | 13  | 14  | 15  | 16  | 17  | 18  | 19  | 20  | Puntos | Pos. |
| ---- | -------------------------------------- | ---- | --- | ------------ | --- | --- | --- | --- | --- | --- | --- | --- | --- | --- | --- | --- | --- | --- | --- | --- | --- | --- | --- | --- | ------ | ---- |
| 2017 | Mercedes-AMG F1 M08 EQ Power+ V6 Turbo | P    |     |              | AUS | CHN | BHR | RUS | ESP | MON | CAN | AZE | AUT | GBR | HUN | BEL | ITA | SIN | MYS | JPN | USA | MEX | BRA | ABU | 187    | 4.º  |
| 2017 | Mercedes-AMG F1 M08 EQ Power+ V6 Turbo | P    | 11  | Sergio Pérez | 7   | 9   | 7   | 6   | 4   | 13  | 5   | Ret | 7   | 9   | 8   | 17† | 9   | 5   | 6   | 7   | 8   | 7   | 9   | 7   | 187    | 4.º  |
| 2017 | Mercedes-AMG F1 M08 EQ Power+ V6 Turbo | P    | 31  | Esteban Ocon | 10  | 10  | 10  | 7   | 5   | 12  | 6   | 6   | 8   | 8   | 9   | 9   | 6   | 10  | 10  | 6   | 6   | 5   | Ret | 8   | 187    | 4.º  |